# Louis Stedman-Bryce
Louis Stedman-Bryce est un homme politique britannique.
En 2019 il est élu député européen du Parti du Brexit.

## Biographie
Stedman-Bryce a grandi dans le Kent, en Angleterre, avant de s'installer en Écosse.
Stedman-Bryce est directeur d'un foyer de soins, et investisseur immobilier. Il se décrit lui-même comme un « homme noir et gay »,.